# Heinrich von Wedel

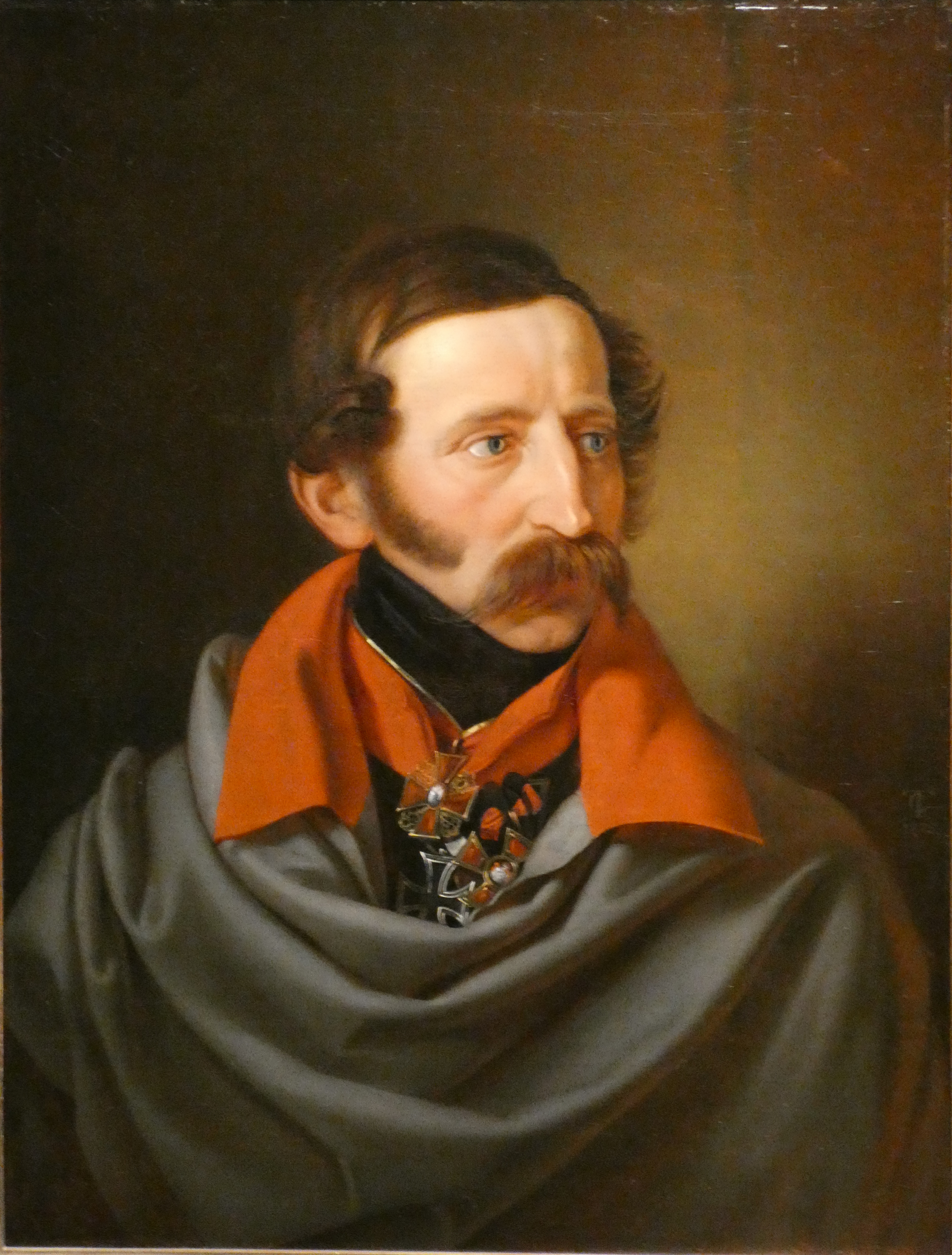
Leopold Heinrich von Wedel, gemalt von Carl Wilhelm Tischbein

Leopold Friedrich Ferdinand Heinrich von Wedel(l) (* 26. Mai 1784 in Magdeburg; † 22. Januar 1861 in Berlin) war ein preußischer General der Kavallerie, Generaladjutant des Königs und Kommandant der Festung Luxemburg.

## Leben

### Herkunft
Seine Eltern waren der preußische Generalmajor Konrad Heinrich von Wedel (1741–1813) aus dem Adelsgeschlecht Wedel und dessen Ehefrau Eleonore Wilhelmine, geborene von Rauchhaupt (1754–1832). Sein Bruder Karl (1783–1858) wurde preußischer Generalleutnant.

### Militärkarriere
Wedel trat am 15. April 1796 in der Festung Magdeburg als Gefreitenkorporal in das Infanterieregiment „Prinz Louis Ferdinand von Preußen“ ein. Dort wurde er am 5. April 1798 Fähnrich und am 6. Januar 1800 zum Sekondeleutnant befördert. Während des Ersten Koalitionskrieges wurde er in der Schlacht bei Jena schwer verwundet. Dennoch entkam er mit seinem ebenfalls schwer verwundeten Vater in die Festung Magdeburg. Nach der Kapitulation der Festung konnte er sich auf abenteuerliche Weise der Gefangenschaft entziehen und über Kopenhagen nach Memel zu gelangen, wo er sich im Januar 1807 bei König Friedrich Wilhelm III. meldete. Er teilte ihn nach seiner Genesung im Februar 1807 dem neu aufgestellten 1. Westpreußischen Reservebataillon zu, mit dem Wedel an der Schlacht bei Heilsberg teilnahm. Nach dem Frieden von Tilsit im Jahr  schied Wedel 1808 aus der Armee aus.
Im Volksmund und der romanhaften Literatur des 19. Jahrhunderts galt Wedel als Freiheitsheld, dem auch ein gescheitertes Pistolenattentat auf Napoleon zugeschrieben wurde. Er soll mit dem populären ehemaligen Freikorpsführer Eugen von Hirschfeld während des Erfurter Fürstenkongresses versucht haben, Napoleon zu ermorden, als dieser mit Alexander I. zum Schlachtfeld bei Jena das Rautal durchfuhr, habe aber davon Abstand genommen, weil der Zar im Wagen zu eng mit Napoleon zusammensaß. Die Geschichte, manchmal mit anderen Teilnehmern erzählt, ist nicht erwiesen und war vermutlich eine Volkssage.
Als Ferdinand von Schill am 28. April 1809 von Berlin aufbrach, schloss Wedel sich diesem an. Im Gefecht bei Dodendorf am 15. Mai befehligte er die Infanterie, 64 Mann stark, schlecht bewaffnet und ausgerüstet. Vergeblich suchte er mit diesen Dodendorf zu nehmen; sein Angriff misslang und er wurde verwundet gefangen genommen. Wedel wurde nun durch eine Reihe von Gefängnissen nach Frankreich und, nachdem er vierzehn Monate in Sedan eingekerkert gewesen war, in das Bagno, zuerst nach Toulon, dann nach Cherbourg gebracht. Acht Monate verlebte er hier unter den Galeerensklaven, bis es den Bemühungen des preußischen Gesandten in Paris, General von Krusemark, gelang, seine Rückverlegung in das Gefängnis zu Sedan zu bewirken. Erst als Preußen im Jahr 1812 Truppen zum Krieg gegen Russland stellen musste, bewilligte Napoleon Wedels Auslieferung. Dieser kam daraufhin am 17. Juli 1812 als aggregierter Premierleutnant zum Schlesischen Schützenbataillon, aber schon nach kurzer Zeit am 24. Juni 1812 kam er zur Garde-Ulanen-Eskadron. Als der Krieg von 1813 ausbrach, kam er am 27. Februar 1813 als Stabsrittmeister zu der 1. Garde-Volontär-Jägereskadron, am 20. März 1813 als Kommandeur der Garde-Kosaken-Eskadron, zudem wurde er am 18. November 1813 Rittmeister. Er kämpfte in den Schlachten von Großgörschen, Bautzen, Dresden, Leipzig, Paris sowie den Gefechten von Haynau, Freyburg an der Unstrut, Eckartsberga, Eisenach, Glenhausen, Brienne und Arcis-sur-Aube. Dabei erwarb er in Dresden den russischen Orden des Heiligen Wladimir IV. Klasse, bei Paris den russischen Orden der Heiligen Anna und bei Haynau das Eiserne Kreuz II. Klasse.
Nach der Rückkehr aus dem Feld wurde Wedel am 6. Januar 1815 zum Major mit Patent zum 7. Januar 1815 befördert und kam als solcher am 21. Februar 1815 zum Garde-Ulanenregiment. Nach Beendigung des Feldzuges von 1815, an dem die Garde keinen Anteil hatte, war er am 5. August 1815 etatmäßiger Stabsoffizier des 7. Ulanen-Regiments, welches zunächst den in Frankreich verbleibenden Besatzungstruppen angehörte und dessen Garnison später Bonn wurde. Am 30. März 1827 erfolgte seine Beförderung zum Oberstleutnant und man beauftragte Wedel mit der Führung des 5. Ulanen-Regiments. Die Bestätigung erfolgte am 30. März 1829. Am 30. März 1830 wurde er zum Oberst befördert und am 17. Oktober 1837 erhielt er den Roten Adlerorden IV. Klasse. Am 18. August 1837 folgte seine Versetzung als Kommandeur der 10. Kavallerie-Brigade nach Posen und am 11. Dezember 1838 wurde er dem 5. Ulanen-Regiment aggregiert. Dafür wurde er am 30. März 1838 zum Generalmajor befördert und am 12. September 1841 wurde ihm der Rote Adlerorden II. Klasse mit Eichenlaub verliehen. Am 30. Oktober 1844 wurde Wedel zum Kommandeur der 4. Division in Bromberg ernannt. Am 22. März 1845 wurde er Generalleutnant, erhielt am 16. September den Stern zum Roten Adlerorden II. Klasse mit Eichenlaub und am 5. April 1846 schließlich den Roten Adlerorden I. Klasse. Die Märzrevolution von 1848 brach auch in Posen aus, aber Wedel konnte mit seiner Division die Ruhe wiederherstellen. Dafür erhielt er am 29. November 1848 den Orden Pour le Mérite. Am 4. März 1852 unter Ernennung zum Generaladjutanten des Königs Friedrich Wilhelm IV. wurde er Kommandeur der Bundesfestung Luxemburg. Von niederländischer Seite erhielt er am 23. September 1854 das Großkreuz des Ordens vom Niederländischen Löwen. Am 12. Juli 1855 wurde er General der Kavallerie und feierte noch am 15. April 1856 sein 60-jähriges Dienstjubiläum. Am 14. Januar 1858 wurde Wedel zum Ritter des Schwarzen Adlerordens geschlagen. 
Zu seinem Ruhestand am 1. Juli 1860 erhielt er die Brillanten zum Schwarzen Adlerorden. Wedel blieb weiterhin Generaladjutant des Königs, wurde aber mit Pension zur Disposition gestellt. Sein Nachfolger auf der Festung Luxemburg wurde Eduard von Brauchitsch.
Der General starb am 22. Januar 1861 in Berlin. Er wurde am 24. Januar 1861 nach Liegnitz überführt und im dortigen Erbbegräbnis beigesetzt. Neben den bereits erwähnten Orden war er Ritter des Johanniter-Ordens, Inhaber des Großkomtur des Königlichen Hausordens von Hohenzollern sowie weiterer Auszeichnungen.

### Familie

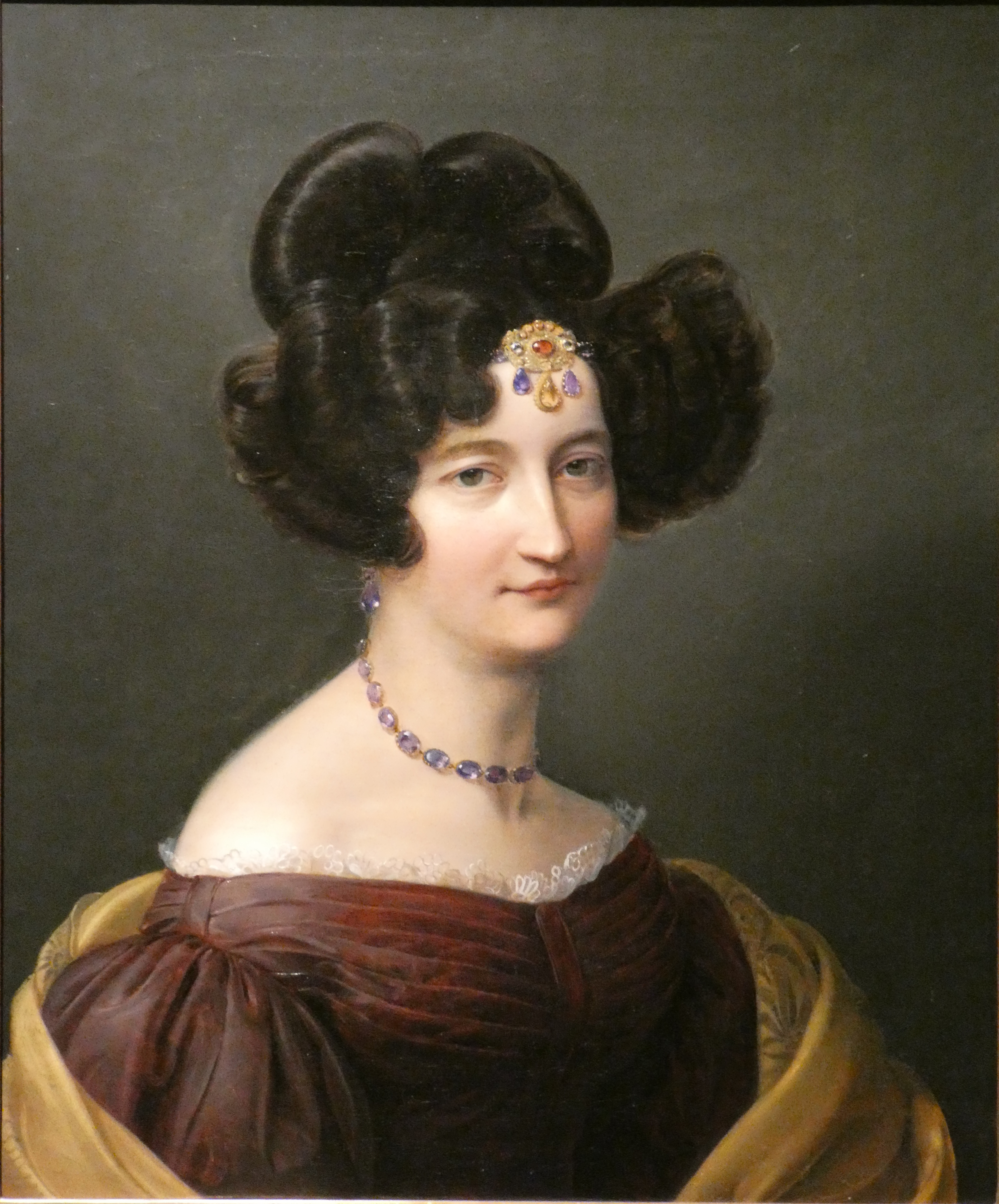
Charlotte von Pückler-Gröditz, gemalt von Carl Wilhelm Tischbein

Wedel heiratet 1824 die Gräfin Charlotte von Pückler-Gröditz (* 22. März 1793; † 28. September 1860), eine Schwester des Generalleutnants Wilhelm Erdmann von Pückler. Das Paar hatte keine eigenen Kinder. Daher adoptierte er seine Nichte Maria Agnes Doris Erdmuthe Wettstein (* 13. November 1831). Sie wurde am 7. Januar 1857 vom preußischen König Friedrich Wilhelm IV. unter dem Namen von Wedel in den preußischen Adelstand erhoben. Sie heiratete später den Hauptmann Karl Hans Ferdinand von Natzmer, der am 28. Juni 1866 bei Skalitz fiel. Das Denkmal existiert noch.